# Liridon
Liridon  è un nome proprio di persona albanese maschile.

## Varianti
- Femminili: Liridona[1][2]

## Origine e diffusione
È composto dai termini albanesi liri ("libertà") e don ("volontà", "desiderio"), e il suo significato complessivo può essere interpretato come "che vuole la libertà", "amante della libertà".
Si tratta di un nome di matrice patriottica, popolare soprattutto fra gli albanesi abitanti fuori dal Paese; dagli albanesi residenti in patria, il nome è considerato avere un "suono kosovaro". Tale nome (insieme ad altri che richiamavano la storia e la cultura albanesi) venne bandito dall'uso in Macedonia del Nord negli anni precedenti le guerre jugoslave.

## Onomastico
Il nome non è portato da alcun santo, quindi è adespota, e l'onomastico ricade il 1º novembre in occasione di Ognissanti.

## Persone
- Liridon Krasniqi, calciatore albanese
- Liridon Latifi, calciatore albanese
- Liridon Leci, calciatore albanese